# Поттер, Джон (хоккеист на траве)
Джонатан Николас Марк (Джон) Поттер (англ. Jonathan Nicholas Mark (Jon) Potter, 19 ноября 1963, Паддингтон, Лондон, Англия, Великобритания) — английский и британский хоккеист (хоккей на траве), полевой игрок. Олимпийский чемпион 1988 года, бронзовый призёр летних Олимпийских игр 1984 года, участник летних Олимпийских игр 1992 года, серебряный призёр чемпионата мира 1986 года, серебряный призёр чемпионата Европы 1987 года.

## Биография
Джон Поттер родился 19 ноября 1963 года в лондонском районе Паддингтон.
Жил в Слау. В 1976—1982 годах учился в гимназии Бернхем. Играл за школьные команды Слау и Бакингемшира в футбол, Южной Англии, Беркшира и малых округов Бакингемшира в крикет, Англии в хоккей на траве.
В 1986 году с отличием окончил Саутгемптонский университет, получив степень бакалавра в области географии. В 1987 году окончил бизнес-школу Астон.
Играл в хоккей на траве за «Хаунслоу» из Лондона, в составе которого два раза стал чемпионом национальной лиги, четырежды завоёвывал Кубок хоккейной ассоциации.
В течение карьеры провёл за сборную Великобритании 126 матчей. В составе сборной Англии сыграл 108 матчей, забил 41 мяч.
В 1984 году вошёл в состав сборной Великобритании по хоккею на траве на летних Олимпийских играх в Лос-Анджелесе и завоевал бронзовую медаль. Играл на позиции полузащитника, провёл 7 матчей, мячей не забивал.
В 1986 году в составе сборной Англии стал серебряным призёром чемпионата мира в Лондоне. В 1987 году завоевал серебро чемпионата Европы в Москве.
В 1988 году вошёл в состав сборной Великобритании по хоккею на траве на летних Олимпийских играх в Сеуле и завоевал золотую медаль. Играл на позиции полузащитника, провёл 7 матчей, забил 1 мяч в ворота сборной Индии.
В 1992 году вошёл в состав сборной Великобритании по хоккею на траве на летних Олимпийских играх в Барселоне, занявшей 6-е место. Играл на позиции полузащитника, провёл 7 матчей, забил 1 мяч в ворота сборной Новой Зеландии.
В 1995 году завершил игровую карьеру.
Ещё во время выступлений начал работать в международном бизнесе, когда в марте 1988 году стал помощником по маркетингу в фирме KP Foods, подразделении компании United Biscuits. Через четыре года присоединился к Nestle, в системе которой работал в Йорке и Праге.
В декабре 1997 года начал работать в Guinness Brewing Ltd директором по маркетингу и развитию бизнеса в континентальной Европе, затем работал на директорских должностях в Diageo, Guinness, Global Vodka and Rum, в том числе в Африке и США. В конце 2000-х перешёл в McKinney Roger, в июле 2012 года — в Moet Hennessy, где курировал портфель алкогольных брендов.
В 2003—2007 годах входил в совет Английской федерации хоккея на траве.
Живёт в Коннектикуте.

## Семья
У Джона Поттера и его жены Трейси четверо детей: Макс, Хьюго, Софи и Люси.